# Ziller-Loverdos-Villa

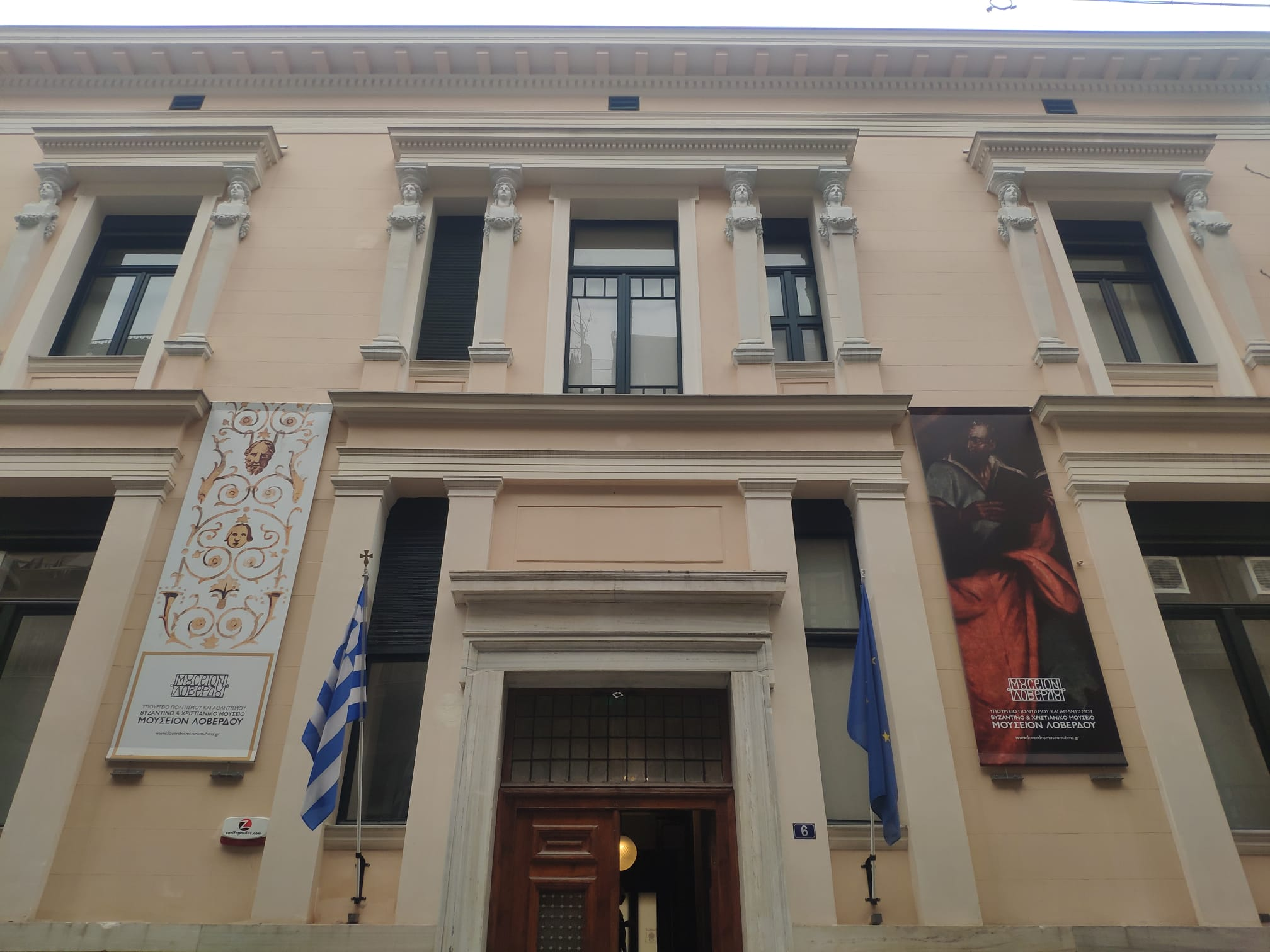
Die Ziller-Loverdos-Villa

Die Ziller-Loverdos-Villa (griechisch μέγαρο Τσίλερ-Λοβέρδου) ist eine klassizistische Villa im Zentrum der griechischen Hauptstadt Athen, welche sich der dort wirkende Architekt Ernst Ziller 1882/1883 als Wohnsitz erbauen ließ. Nachdem ihn ungünstig verlaufende Geschäfte im Jahr 1900 ruiniert hatten, musste er sein Stadthaus an den Bankier und Kunstsammler Dionysios Loverdos verkaufen. Dieser schuf eine der größten und bedeutendsten Sammlungen nachbyzantinischer sakraler Kunst in Griechenland und bewahrte diese in der Villa auf. Nach der Restauration soll das Gebäude ab Februar 2019 als eine Außenstelle des Byzantinischen und Christlichen Museums einen Großteil dieser Sammlung zeigen.

## Geschichte

### Stadtsitz von Ernst Ziller (1882–1912)
Der seit 1861 in Athen tätige Ziller wohnte seit 1875 auf einem Landsitz in Piräus im heutigen Stadtteil Kastella, welcher Teil des Quartier Tsiller wurde. Auch später bevorzugte er die Sommermonate über mit seiner Familie den Landsitz in Piräus, „wo man frische Seeluft hat“.
Dank der Unterstützung des befreundeten Baron Simon von Sina in Höhe von 20.000 Drachmen konnte Ziller sich 1882/1883 die Stadtvilla mit Büro in der Odos Mavromichali 6 errichten lassen. Er war bis 1912 in dem Gebäude ansässig.
Das Gebäude hat eine Fläche von etwa 1100 Quadratmetern. Im Archiv des klassischen dänischen Architekten Theophil von Hansen, Mentor und langjähriger Auftraggeber von dem Ziller, findet sich ein Grundriss des ersten Stocks.

### Dionysios Loverdos (ab 1912)
Der aus Kefalonia stammende Bankier Dionysios P. Loverdos (1878–1934) erwarb die Stadtvilla im Rahmen einer Auktion für 150.000 Drachmen, nachdem Ziller im Jahr 1900 in wirtschaftliche Schwierigkeiten geraten war. Loverdos betätigte sich als Kunstsammler und erwarb nach dem Tod des Philologen Alexios Kolyvas (1848–1915) Teile aus dessen Sammlung, welche er erweiterte und in der Stadtvilla beherbergte.

### Verwahrlosung
In der zweiten Hälfte des 20. Jahrhunderts verwahrloste das Gebäude immer mehr. 1981 wurde es in die Liste der denkmalgeschützten Gebäude aufgenommen und 1992 dem Griechischen Staat übertragen.

### Außenstelle des Byzantinisch und Christlichen Museums (ab 2011)
Im Jahr 2011 wurde entschieden, dass in der Ziller-Loverdos-Villa ein Museum für die Loverdos-Sammlung eröffnet wird, als Außenstelle des Byzantinisch und Christlichen Museums. Dafür wurde das Gebäude ab 2012 für 5,3 Millionen Euro restauriert und soll im Februar 2019 der Öffentlichkeit zugänglich gemacht werden.